# Liste des députés bruxellois (2009-2014)
Pour les articles homonymes, voir Liste des députés bruxellois.
Liste des députés pour la législature 2009-2014 au parlement bruxellois, à la suite des élections du 7 juin 2009 et la prestation de serment du 23 juin 2009. La législature se termine le 24 mai 2014 et se composent de 72 députés francophones et 17 députés néerlandophones.
Parmi ceux-ci, 19 () font aussi partie du parlement de la Communauté française de Belgique.

## Bureau
- Françoise Dupuis (PS), présidente ;
- Walter Vandenbossche (CD&V), premier vice-président ;
- Céline Delforge (ECOLO), deuxième vice-président ;
- Françoise Schepmans (MR), troisième vice-Président ;
- Martine Payfa (FDF), quatrième vice-président (remplace Vincent De Wolf (MR))  ;

## Liste par groupe au parlement

### Groupe linguistique francophone (72)

#### Parti SocialistePS (21)
1. Mohamed Azzouzi (Échevin)
2. Sfia Bouarfa (Conseillère communale )
3. Michèle Carthé (Bourgmestre)
4. Mohammadi Chahid remplace Fadila Laanan[1] (Conseiller communal )
5. Philippe Close,chef de groupe (Échevin)
6. Mohamed Daif (Échevin)
7. Caroline Désir (Conseillère communale )
8. Béa Diallo (Échevin)
9. Françoise Dupuis
10. Ahmed El Ktibi (Échevin)
11. [2] Nadia El Yousfi (Échevin)
12. Alain Hutchinson remplace Karine Lalieux[3] (Échevine)
13. Jamal Ikazban (Échevin)
14. Emir Kir (Bourgmestre ) (fut remplacé par Olivia P'tito jusqu'au 7-7-2010 et par Catherine Moureaux jusqu'au 7-12-2012)
15. Christian Magérus remplace Anne-Sylvie Mouzon (+ 10.9.2013) qui remplaçait [2] Rudi Vervoort[4] (Bourgmestre)
16. Catherine Moureaux remplace (12.7.2013) Olivia P'tito qui remplace Fatiha Saidi
17. Mohamed Ouriaghli (Échevin)
18. Emin Özkara (conseiller communal)
19. Charles Picqué (Bourgmestre) (ministre-président, fut remplacé jusqu'au 7.5.2013 par Anne-Sylvie Mouzon)
20. Freddy Thielemans (Bourgmestre)
21. Éric Tomas (conseiller communal)

#### Ecolo(16)
1. Aziz Albishari (conseiller communal, ancien échevin)
2. Dominique Braeckman remplace Christos Doulkeridis[4]
3. Jean-Claude Defossé
4. Céline Delforge (Conseillère communale )
5. Anne Dirix (conseillère communale)
6. Anne Herscovici (Conseillère - ancienne présidente - de CPAS))
7. Zakia Khattabi
8. Vincent Lurquin (conseiller communal, ancien échevin)
9. Alain Maron (conseiller communal)
10. Jacques Morel
11. Ahmed Mouhssin (conseiller communal)
12. Marie Nagy (Conseillère communale)
13. Yaron Pesztat, chef de groupe remplace Evelyne Huytebroeck[4]
14. Arnaud Pinxteren
15. Magali Plovie (20.12.2012) remplace Vincent Vanhalewyn (conseiller communal) (8.1.2010) remplace Sarah Turine
16. Barbara Trachte

#### Mouvement RéformateurMR (13)
1. Françoise Bertieaux (Échevine)
2. Jacques Brotchi (conseiller communal)
3. Anne Charlotte d'Ursel (Conseillère communale)
4. Olivier de Clippele (Échevin)
5. Alain Destexhe (Conseiller communal)
6. Vincent De Wolf chef de groupe[5] (Bourgmestre)
7. Willem Draps (Bourgmestre jusqu'en mars 2013 puis Conseiller communal)
8. Marion Lemesre (Conseillère communale )
9. Philippe Pivin (Bourgmestre)
10. Jacqueline Rousseaux remplace Corinne De Permentier[3] (Conseillère communale)
11. Françoise Schepmans (Bourgmestre)
12. Viviane Teitelbaum (Conseillère communale )
13. Gaëtan Van Goidsenhoven remplace Bernard Clerfayt[6],[3] (Échevin)

#### Fédéralistes démocrates francophonesFDF (11)
1. Michel Colson remplace Olivier Maingain[3] (Bourgmestre)
2. Emmanuel De Bock (1-1-2010) remplace Antoinette Spaak[7]
3. Serge de Patoul (Échevin)
4. Béatrice Fraiteur (Conseillère communale )
5. Didier Gosuin, chef de groupe (Bourgmestre)
6. Cécile Jodogne (bourgmestre)
7. Gisèle Mandaila Malamba (Conseillère communale)
8. Isabelle Molenberg (Échevine)
9. Martine Payfa (Bourgmestre jusqu'en 2012 puis Conseillère communale)
10. Caroline Persoons (Conseillère communale )
11. Fatoumata Sidibé remplace Armand De Decker[8] (Bourgmestre) (Président du sénat)

#### Centre démocrate humanisteCdh (10)
1. Benoît Cerexhe, chef de groupe (Bourgmestre depuis 2013)
2. Julie de Groote (Conseillère communale) remplace Francis Delpérée[8]
3. Hervé Doyen (Bourgmestre) remplace Joëlle Milquet[6]
4. André du Bus de Warnaffe (conseiller communal)
5. Hamza Fassi-Fihri (Échevin jusqu'en 2012 puis Conseiller communal)
6. Ahmed El Khannouss (Échevin)
7. Bertin Mampaka Mankamba (Échevin jusqu'en 2012 puis Conseiller communal)
8. Pierre Migisha
9. Mahinur Özdemir (Conseillère communale)
10. Joël Riguelle (Bourgmestre)

#### Indépendants (1)
1. Danielle Caron (ex-élue cdH) remplace Benoît Cerexhe[4], puis Céline Fremault[4]

### Groupe linguistique néerlandophone (17)

#### Open Vlaamse Liberalen en Democraten(4)
1. Els Ampe, chef de groupe (Conseillère communale)
2. René Coppens remplace Guy Vanhengel[6]
3. Carla Dejonghe (Conseillère communale )
4. Herman Mennekens (16.07.2009-16.12.2011 et depuis 12.12.2013); remplace Jean-Luc Vanraes (Président de CPAS) ([9])

#### SP.a(4)
1. Fouad Ahidar, chef de groupe ( conseiller communal)
2. Sophie Brouhon
3. Elke Roex ( Conseillère communale)
4. Jef Van Damme remplace Pascal Smet[4]

#### Vlaams Belang(1)
1. Dominiek Lootens-Stael, chef de groupe (conseiller communal)

#### Christen-Democratisch en Vlaams(3)
1. Bianca Debaets (remplace Paul Delva[10] qui ne remplace pas) Brigitte Grouwels[4]
2. Brigitte De Pauw, chef de groupe remplace Steven Vanackere[6]
3. Walter Vandenbossche (conseiller communal)

#### Groen(2)
1. Annemie Maes, chef de groupe (Conseillère communale)
2. Elke Van den Brandt remplace Bruno De Lille[4] (conseiller communal)

#### N-VA(1)
1. Paul De Ridder, chef de groupe

#### Indépendants (2)
1. Johan Demol (conseiller communal) (ex-élu Vlaams Belang)
2. Greet Van Linter (conseiller communal) (ex-élu Vlaams Belang)